# برايان هايز (صحفي)
برايان هايز (بالإنجليزية: Brian Hayes) هو كاتب العمود وصحفي أمريكي، (و. 1900  م).